# María Pujalte

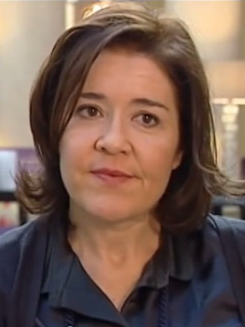
María Pujalte (2013)

María Pujalte (* 22. Dezember 1966 in A Coruña) ist eine spanische Schauspielerin.
Sie studierte Gesang, Schauspiel und Körpersprache in Santiago de Compostela und an der Scuola Internazionale dell'Attore Comico von Reggio nell’Emilia mit einem Stipendium der Deputation von A Coruña.
Sie war Mitglied des Centro Dramático Galego  und der Theatergruppen Moucho Clerc und Compañía de Marías.

## Filmografie
- 1989: Sempre Xonxa, von Chano Piñeiro
- 1991: Martes de carnaval, von Fernando Bauluz und Pedro Carvajal
- 1994: El baile de las ánimas, von Pedro Carvajal
- 1994: As xoias da Señora Bianconero, von Jorge Coira
- 1995: Entre rojas, von Azucena Rodríguez
- 1996: Libertarias, von Vicente Aranda
- 1996: Interferencias, von Antonio Morales Pérez
- 1997: Perdona bonita, pero Lucas me quería a mí, von Dunia Ayaso und Félix Sabroso
- 1998: El grito en el cielo, von Dunia Ayaso und Félix Sabroso
- 1998: Insomnio, von Chus Gutiérrez
- 1999: La Parrilla, von Xavier Manich
- 1999: Los lobos de Washington, von Mariano Barroso
- 2002: A mi madre le gustan las mujeres, von Daniela Fejerman und Inés París
- 2003: Descongélate!, von Dunia Ayaso und Félix Sabroso
- 2003: En la ciudad, von Cesc Gay
- 2003: El lápiz del carpintero, von Antón Reixa
- 2004: Cosas que hacen que la vida valga la pena, von Manuel Gómez Pereira
- 2005: Semen, una historia de amor, von Daniela Fejerman und Inés París
- 2006: El regalo, von Carlos Agulló
- 2008: Rivales, von Fernando Colomo
- 2010: Que se mueran los feos, von Nacho G. Velilla
- 2015: La noche que mi madre mató a mi padre, von Inés París
- 2019: Elisa und Marcela (Elisa y Marcela), von Isabel Coixet

### Kurzfilme
- 1995: La boutique del llanto, von Iñaki Peñafiel
- 1997: Completo comfort, von Juan Flahn
- 1997: ¿A mí quién me manda meterme en esto?, von Daniela Fejerman und Inés París
- 1999: Vamos a dejarlo, von Daniela Fejerman und Inés París

## Fernsehen

### Als Fernsehmoderatorin
- 2003: Gala Premios Max

### Als Schauspielerin
- 1998–2001: Periodistas
- 2004–2006: Siete Vidas
- 2009–2014: Los misterios de Laura
- 2011: Los Quién
- 2019: Toy Boy
- 2019: Merlí: Sapere Aude

## Theater
- The Real Thing (2010), von Tom Stoppard.[1]
- Gatas (2008), von Manuel González Gil y Daniel Botti.
- Las cuñadas (2008), von Michel Tremblay.
- El método Grönholm (2007), von Jordi Galcerán
- Dónde pongo la cabeza (2006), von Yolanda García Serrano
- Confesiones de mujeres de 30 (2002–2004)
- Caníbales (1996)
- Martes de Carnaval (1995) von Ramón María de Valle-Inclán
- Finisterra Broadway amén y squasch (1993)
- O Roixinol de Bretaña (1991) von Quico Cadaval
- Yerma (1990) von Federico García Lorca
- O Códice Clandestino (1989),  von Quico Cadaval
- O Mozo que chegou de lonxe (1989)

## Ehrungen/Preis
- Unión de Actores, Beste neue Hauptdarstellerin mit „Entre rojas“, 1995
- Unión de Actores, Beste Nebendarstellerin mit „Periodistas“, 2000
- Premios Teatro de Rojas, Beste Hauptdarstellerin mit „El método Grönholm“, 2007
- Festival de Cans, Premio Pedigree de Honor, 2011[2]